# Le Bar à Joe
Le Bar à Joe est une série de bande dessinée de Carlos Sampayo (scénario) et José Muñoz (dessin) créée en 1979 pour le mensuel de bande dessinée français (A SUIVRE) et publiée en trois albums de 1981 à 2002 par Casterman.
Cette série sans héros suit histoire après histoires divers personnages passant par un même bar des quartiers sordides de New York. C'est une des œuvres importantes de José Muñoz, grand prix de la ville d'Angoulême 2007.

## Publications en français

### Dans des revues
- Le Bar à Joe, dans (A SUIVRE), Casterman[2]:

1. Le Bar à Joe, 1979.
2. Ce sympathique Mr. Wilcox, 1979.
3. Histoires rouillées, 1980.
4. Ella, 1980.
5. Cinquième histoire, 1980.
6. [Histoire sans titre], 1981.
7. Stevenson en quelques traits, 1981.
8. Tenochtitlan, 1984.
9. Petits desseins, 1984.
10. Il Bar, 1985.

### Albums
1. Le Bar à Joe, Casterman, coll. « Les Romans (A SUIVRE) », 1981[1].
2. Histoires amicales du bar à Joe, Casterman, coll. « Les Romans (A SUIVRE) », 1987.
3. Dans les bars, Casterman, 2002[3].

- Le Bar à Joe (intégrale), Casterman, 2017  (ISBN 978-2-203-03048-0).